# ガーリーボート
『ガーリーボート』は、サンテレビで2014年10月5日から2015年3月29日まで毎週日曜日23:30 - 24:00に放送されていた競艇を題材とした情報バラエティ番組。全26回。

## 概要
ボートレース初心者のモデル2人が、女子目線でボートレースの楽しみ方を紹介する。MCを務めるのは夏美と小林さり。2人に付き添って濱野智紗都がレースや舟券の基礎知識を番組初期に教える。
2014年11月2日、ボートレース住之江マークツー招待席にて公開収録を実施。観覧者は番組で募集。レギュラーに加えてラブリ、坂咲友理選手がゲスト参加。番組ナレーターのやのぱんの司会で、通販番組風リポーター対決、ボートレースグッズを使ったオシャレコーデ対決、坂選手のトークショーなどを行った。この模様は第11回・12回に放送された。

## 出演
MC
- 夏美
- 小林さり

ボートレース・ナビゲーター
- 濱野智紗都（#1-5)

## コーナー企画
ボートレーサーと街ブラin地元
大阪支部の注目選手1名を2週にわたってピックアップ。MC2人が選手の地元を一緒に巡りながら、私生活の様子やレーサーになったキッカケ、将来の展望などを訊き出し選手の素顔に迫る。

## 放送リスト
| 回 | 放送日         | サブタイトル                                                             | ゲスト                                                   |
| -- | -------------- | ------------------------------------------------------------------------ | -------------------------------------------------------- |
| 1  | 2014年 10月5日 | ボートレーサー沢田選手と街ブラin南堀江                                   | 沢田昭宏、小池哲也、佐藤享子、井上一輝                   |
| 2  | 10月12日       | ボートレーサー沢田選手と街ブラin南堀江周辺②                              | 沢田昭宏、佐藤享子                                       |
| 3  | 10月19日       | イケメンレーサー福田選手の地元・箕面を街ブラ                             | 福田宗平                                                 |
| 4  | 10月26日       | 女子にオススメ!ボートレース必勝法を伝授!?                                | 福田宗平                                                 |
| 5  | 11月2日        | 注目の女子レーサー西村歩選手の素顔にせまる!                              | 西村歩                                                   |
| 6  | 11月9日        | 住之江ボートレース場の裏側に潜入!実況席も?                               | 西村歩、市岡学                                           |
| 7  | 11月16日       | ボートレーサー岡村選手と街ブラin阿倍野                                   | 岡村仁                                                   |
| 8  | 11月23日       | A1レーサー岡村仁選手と手作りハンバーグ対決                               | 岡村仁                                                   |
| 9  | 11月30日       | ボートレーサー佐藤選手と街ブラin南森町周辺 BOXシートでボートレース女子会 | 佐藤享子                                                 |
| 10 | 12月7日        | 夏美vs小林さりvsラブリ!舟券的中は誰!?                                    | 佐藤享子                                                 |
| 11 | 12月14日       | 公開収録で夏美vs小林さりvsラブリ真剣勝負                                 | ラブリ、やのぱん、坂咲友理                               |
| 12 | 12月21日       | 夏美・さり・ラブリが坂選手をおしゃれにコーデ                             | ラブリ、やのぱん、坂咲友理                               |
| 13 | 12月28日       | 大阪を代表する女子レーサー鎌倉涼に密着ロケ!                              | 鎌倉涼                                                   |
| 14 | 2015年 1月4日  | 3カ月を振り返り!イケメンレーサー続々登場!                                |                                                          |
| 15 | 1月11日        | スポーツ新聞記者と予想対決!兄弟レーサー登場                              | 松下央（デイリースポーツ）                               |
| 16 | 1月18日        | 総集編▽三宅潤&諒選手と万博公園をぶらりin吹田市                           | 三宅潤、三宅諒                                           |
| 17 | 1月25日        | ケツカッチン高山の通なボートレースの楽しみ方                             | 高山トモヒロ                                             |
| 18 | 2月1日         | ベテランの予想で夏美・さり舟券的中なるか                                 | 高山トモヒロ、鶴本崇文                                   |
| 19 | 2月8日         | 大阪支部の若手イケメンボートレーサー大集合!                              | 福本悠、井上尚悟、小池哲也、大山大我、田中和也、原田佑美 |
| 20 | 2月15日        | 若手イケメンボートレーサーたちの本音に迫る!                              | 福本悠、井上尚悟、小池哲也、大山大我、田中和也、原田佑美 |
| 21 | 2月22日        | ボートレーサー養成学校に潜入!                                            | 江崎一雄                                                 |
| 22 | 3月1日         | ボートレーサー養成学校やまと学校に潜入!②                                 | 江崎一雄                                                 |
| 23 | 3月8日         | 大阪を代表する女子レーサー鎌倉涼選手が登場!                              | 鎌倉涼                                                   |
| 24 | 3月15日        | 鎌倉涼がクイーンズクライマックスを振り返る!                              | 鎌倉涼                                                   |
| 25 | 3月22日        | ボートレースを一緒に楽しもう!ガーリーボート女子会!                       | 西村歩、落合直子、坂咲友理、坂口愛、佐藤享子             |
| 26 | 3月29日        | 大阪支部の女子レーサー大集合!本音を赤裸々に                              | 西村歩、落合直子、坂咲友理、坂口愛、佐藤享子             |

## スタッフ
- ナレーター：やのぱん
- ディレクター：大継康高、片岡大樹
- 制作・編集：酒井麻衣、谷垣里都希
- AD：小串佳津英、日高和貴、中村春海、利根川悠
- 撮影：山内隆弘、西村友宏、平尾隆弘
- 音声：本庄昌人、戸谷三紀、池上恵世、山田健太郎、谷弘樹
- CG：片岡朋世
- OP：河原秀樹
- WEB：酒井麻里子
- 主催：大阪府都市競艇組合・箕面市競艇事務局
- 協力：日本モーターボート競走会、日本モーターボート選手会、日本モーターボート選手会 大阪支部、住之江競艇運営協議会、住之江興業、スミノエマリンシステム、プライム
- 企画：遠山大祐（関西広告）
- ブレーン：中野さなえ（グレートマザーカンパニー）
- プロデューサー：日比隆博（サンテレビジョン）
- 制作協力：海空
- 制作著作：サンテレビ